# Dmitrij Krupin
Dmitrij Wasiljewicz Krupin (ros. Дмитрий Васильевич Крупин, ur. 19 listopada 1895 we wsi Kuczki w guberni wiackiej, zm. 14 października 1982 w Moskwie) – radziecki polityk, działacz partyjny, wojskowy.
Pracował jako nauczyciel, podczas I wojny światowej wcielony do rosyjskiej armii, od grudnia 1917 do stycznia 1918 był przewodniczącym rady w Kuczkach, później przewodniczącym rady gminnej i powiatowym komisarzem aprowizacji. Od lutego 1918 członek RKP(b), od kwietnia 1918 komisarz oświaty guberni wiackiej, od sierpnia 1918 komisarz wiackiego oddziału międzynarodowego, brał udział w dowodzeniu karnymi ekspedycjami, od grudnia 1918 do kwietnia 1919 przewodniczący komitetu wykonawczego rady powiatowej. Od kwietnia 1919 do 1923 żołnierz Armii Czerwonej, od 1920 wojskowy komisarz brygady, później członek Trybunału Rewolucyjnego w Baku, 1923-1932 pracownik gospodarki w guberni wiackiej, Saratowie i na Kubaniu. Od 1932 kierownik Sektora KC WKP(b), później Pododdziału KC WKP(b), od 1937 do maja 1938 III sekretarz Komitetu Obwodowego WKP(b) w Rostowie nad Donem, od maja 1939 do 1959 zarządzający sprawami KC WKP(b)/KPZR, następnie na emeryturze.